# Karina Aznavurian
Karina Borisovna Aznavurian (em russo: Карина Борисовна Азнавурян; em armênio: Կարինա Բորիսի Ազնավուրյան; Bacu, 20 de setembro de 1974) é uma ex-esgrimista russa, bicampeã olímpica nos Jogos Olímpicos de 2000 e 2004.

## Biografia
Karina Aznavurian nasceu em Bacu, na antiga República Soviética doAzerbaijão, em 20 de setembro de 1974. Sua família era armênia-azerbaijana e foi forçada a se mudar para Moscou em 1990. Começou a praticar esgrima aos 10 anos de idade, ainda em sua cidade natal, sob orientação de Olga Matlina.
Em 1996, fez sua estreia em Olimpíadas nos Jogos de Atlanta. No evento individual, foi derrotada na segunda partida por Margherita Zalaffi, da Itália. Em contrapartida, ganhou a medalha de prata por equipes. No ano seguinte, conquistou duas medalhas de pratas na Universíada.
No ano de 2000, consagrou-se campeã olímpica por equipes nos Jogos de Sydney, feito repetido quatro anos depois, em Atenas. Neste ínterim, foi também campeã mundial e continental.
Em 2008, encerrou a carreira como esgrimista e dirigiu a escola de esportes infantis e juvenis da Escola Secundária da Reserva Olímpica n.º 3.

## Palmarès
Jogos Olímpicos
| Ano  | Local   | Evento             | Posição | Ref.  |
| ---- | ------- | ------------------ | ------- | ----- |
| 2000 | Sydney  | Espada por equipes | 1.ª     | [ 7 ] |
| 2004 | Atenas  | Espada por equipes | 1.ª     | [ 7 ] |
| 1996 | Atlanta | Espada por equipes | 3.ª     | [ 7 ] |

Campeonatos Mundiais
| Ano  | Local  | Evento             | Posição | Ref.  |
| ---- | ------ | ------------------ | ------- | ----- |
| 2003 | Havana | Espada por equipes | 1.ª     | [ 7 ] |

Campeonatos Europeus
| Ano  | Local      | Evento             | Posição | Ref.  |
| ---- | ---------- | ------------------ | ------- | ----- |
| 2004 | Copenhague | Espada por equipes | 1.ª     | [ 7 ] |
| 2002 | Moscou     | Espada por equipes | 2.ª     | [ 7 ] |

## Condecorações
- Homenageado Mestre dos Esportes da Rússia (1996)[2]
- Medalha da Ordem Por Mérito à Pátria - II grau (6 de janeiro de 1997)[8]
- Ordem da Amizade (19 de abril de 2001)[9]
- Ordem de Honra (24 de agosto de 2005)[10]